# Chía
Chía – gmina w Hiszpanii, w prowincji Huesca, w Aragonii, o powierzchni 26,1 km². W 2011 roku gmina liczyła 97 mieszkańców.